# Terremoto di Aşgabat del 1948
Il terremoto di Aşgabat del 1948 si è verificato il 6 ottobre con una magnitudo di 7,3 e un'intensità massima del X grado della scala Mercalli. La scossa avvenne in Turkmenistan vicino ad Aşgabat. A causa della censura del governo turkmeno, l'evento non è stato ampiamente riportato dai media dell'URSS.
Gli storici tendono a concordare sul fatto che il divieto di riportare l'entità delle vittime e dei danni non ha permesso al governo sovietico di allocare sufficienti risorse finanziarie per affrontare adeguatamente le conseguenze del sisma.

## Descrizione
Il terremoto si è verificato alle 1:12 del mattino del 6 ottobre 1948. L'epicentro del terremoto è stato localizzato vicino al piccolo villaggio di Gara-Gaudan, a 25 chilometri a sud-ovest di Aşgabat. Il terremoto ha causato danni ingenti ad Aşgabat e nei villaggi vicini, dove quasi tutti gli edifici in mattoni sono crollati, le strutture in cemento sono state gravemente danneggiate e i treni merci sono deragliati.
Danni e vittime si sono verificati anche a Darreh Gaz, in Iran. La rottura della faglia è stata osservata a nord-ovest e sud-est di Aşgabat. Le fonti dei media variano sul numero delle vittime, da 10.000 a 110.000, pari a quasi il 10% della popolazione della RSS turkmena dell'epoca.
Secondo le memorie dei sopravvissuti, le infrastrutture della città furono gravemente danneggiate, ad eccezione delle condutture dell'acqua. L'elettricità è stata ripristinata sei giorni dopo il terremoto e la stazione ferroviaria è tornata in funzione il terzo giorno.
Questo terremoto ha ucciso la madre del futuro presidente turkmeno Saparmyrat Nyýazow (suo padre era morto durante la seconda guerra mondiale) così come il resto della sua famiglia, lasciandolo orfano. Gli aiuti alle vittime e i bisogni di prima necessità così come il ripristino delle infrastrutture sono stati forniti dall'esercito sovietico.